# Cool World
Cool World ist eine US-amerikanische Actionkomödie von Ralph Bakshi aus dem Jahr 1992. Sie verbindet die Aufnahmen in der realen Welt mit Zeichentrickfiguren.

## Handlung
Die Handlung beginnt kurz nach dem Zweiten Weltkrieg. Der Infanterist Frank Harris kehrt nach Las Vegas zu seiner Mutter zurück. Er unternimmt gemeinsam mit ihr eine Motorradfahrt; es kommt zum Unfall, bei dem sie stirbt. Harris selbst wird in die Comic-Parallelwelt Cool World versetzt, weil der dort ansässige Doc Zauberbart ein Gerät entwickelt hatte, mit dem er in die reale Welt reisen wollte und nun stattdessen einen realen Menschen in seine Welt gebracht hat. Die Bewohner von Cool World nennen sich selbst Doodles und bezeichnen reale Menschen als Nuide. Harris wird von den Doodles aufgenommen.
Der Zeichner Jack Deebs wird im Jahr 1992 wegen der Ermordung des Liebhabers seiner Ehefrau verurteilt. Er träumt von Cool World und über die dort lebende blonde Holli Would. Seine Visionen werden zur Grundlage einer Comic-Reihe. Nach der Entlassung aus dem Gefängnis wird er von Would nach Cool World gebracht.
Die gezeichnete Would will mit Deebs Sex haben, damit sie zu einer realen Person werden kann. Sexuelle Beziehungen mit realen Menschen sind jedoch in Cool World verboten, da sich in diesem Fall die Grenzen zwischen den Welten auflösen würden. Harris – der in Cool World zum Polizisten wurde – und sein Partner Nails überwachen das Paar. Obwohl Harris jederzeit in seine Welt zurückkehren könnte, bleibt er in Cool World, da er hier eine Freundin namens Lonette hat, auch wenn es ihm nicht erlaubt ist, mit ihr intimer zu werden. Es kommt trotz aller Vorsichtsmaßnahmen zum Sex zwischen Deebs und Would, worauf Would sich in eine Nuide verwandelt und mit Deebs in die reale Welt zurückkehrt.
Harris beschließt, den beiden zu folgen, um die Zerstörung der Welten aufzuhalten. Er verabschiedet sich von Lonette und verspricht ihr, bald wiederzukommen. Inzwischen bemerkt auch Would die Auswirkungen ihres Handelns, da die beiden Welten sich zunehmend vermischen.
Would erinnert sich jedoch an die Legende von der Sichel der Macht, einen mit magischen Kräften ausgestatteten Gegenstand, den angeblich einst ein Doodle in der realen Welt zurückgelassen hatte. Sie entdeckt die Sichel auf dem Dach eines Casinos und versucht, sie zu stehlen, um wirklich ganz zu einer realen Person zu werden. Harris, Deebs und Doc Zauberbart, der ihnen in die reale Welt gefolgt ist, kommen dazu und wollen Would aufhalten, da das Universum endgültig zusammenbrechen würde, wenn es Would gelänge, die Sichel zu berühren. Als Harris ihr bis auf das Dach des Casinos folgt, wird er von Would hinuntergestoßen und dabei getötet. Es gelingt ihr, die Sichel zu berühren und dadurch eine Katastrophe auszulösen, doch Deebs verwandelt sich nun in einen Comic-Superhelden und kann die Sichel wieder an ihren Platz zurückbringen, wodurch die Welten gerettet sind.
Nails und Doc Zauberbart bringen den toten Harris zu Lonette. Diese erinnert sich allerdings an ein Gesetz der Cool World: Wird ein Mensch von einem Doodle getötet, kann er sich selbst in einen Doodle verwandeln. So entsteht Harris nun tatsächlich als eine Zeichentrickfigur wieder und er und Lonette können endlich ein Paar werden.
Would und Deebs sind ebenfalls in der Comic-Welt gelandet und während Would sich über ihren Misserfolg grämt, schmiedet Deebs Pläne für die Zukunft. Vermutlich werden die beiden heiraten.

## Kritiken
Roger Ebert schrieb in der Chicago Sun-Times vom 13. Juli 1992, der Film sei mit ernsthaften Problemen behaftet. Ebert bezweifelt, ob der Regisseur die Handlung erklären könne. Das Konzept der Verbindung der Animation mit realen Aufnahmen sei nicht schlecht, aber die Ausführung sei falsch. Der Film sei zu komplex, chaotisch und hastig geschnitten. Die im vergleichbaren Film Falsches Spiel mit Roger Rabbit sichtbare Präzision fehle; die Handlung sei schlecht geplant. Der Kritiker spottete, einige Zeichentrickfiguren würden auf der Leinwand ohne einen ersichtlichen Grund „kreischend“ und „knirschend“ „rasen“, nur um Zeit totzuschlagen. Der Film sei „überraschend inkompetent“ gemacht.
Das Lexikon des internationalen Films schrieb, der Film sei eine „Kombination aus Animations- und Realfilm, die keinen eigenen Charme“ entwickle und weit „hinter ihren Vorbildern“ zurückbleibe. Die „hektische Musik und die mittelmäßigen schauspielerischen Leistungen“ seien enttäuschend.
Die Zeitschrift Cinema schrieb, die Comicwelt des Regisseurs sei „alles andere als drollig, sie steht in der Tradition von Underground und Trash“. Der Film wirke „wie eine groteske, satirische Höllenversion des Realschauplatzes Las Vegas“, ein „finsteres Loch voller geiler Finsterlinge, Flittchen und mordlustiger kleiner Monster“.
Prisma urteilte: „Dieser Mix aus Comic- und Realfilm […] versteht sich als Komödie, ist aber dafür recht harmlos. Allerdings überzeugt die technische Umsetzung und die Vermischung der unterschiedlichen Ebenen.“

## Auszeichnungen
Kim Basinger wurde im Jahr 1993 für den MTV Movie Award und für die Goldene Himbeere nominiert.

## Hintergrund
Der Regisseur wollte zuerst mit Brad Pitt die Rolle von Jack Deebs besetzen; Holli Would sollte von Drew Barrymore gespielt werden. Kim Basinger als Besetzung der weiblichen Hauptrolle wurde ihm aufgezwungen.
Der Film wurde in Las Vegas gedreht. Er spielte in den Kinos der USA ca. 14,1 Millionen US-Dollar ein.